# دوري جرينلاند لكرة القدم 2011
دوري جرينلاند لكرة القدم 2011 هو موسم من دوري جرينلاند لكرة القدم. فاز فيه G-44 Qeqertarsuaq ‏.